# Spitbank Fort
Spitbank Fort, auch Spitsand Fort, Spit Sand Fort oder einfach Spit Fort genannt, ist eines der vier, auf einer Veranlassung von 1859 der Royal Commission gebauten Seeforts im Solent vor Portsmouth, Hampshire (England).

## Geschichte
Baubeginn war im Jahre 1861, die Bauaufsicht führte der Captain E. Steward (Royal Engineers). Die Arbeiten wurden jedoch im Frühjahr 1862 wieder eingestellt, um die Verteidigungspläne für den Solent und die Zufahrten zum Hafen von Portsmouth zu überarbeiten. Im Jahre 1867 wurden die Arbeiten wieder aufgenommen und 1878 vollendet. Nach ihrem Konstrukteur wurde dieser Typ Palmerston-Forts genannt. Aufgabe war die Verteidigung der Hafeneinfahrt von Portsmouth und des Spithead. Das Fort war ein Artilleriefort zur Seezielbekämpfung und frontseitig mit Stahlplatten gepanzert. Diese wurden vom Captain Inglis der Royal Engineers entworfen und bestanden aus 25 inch (63,5 cm) starken Platten aus Schmiedeeisen, die in Sandwichbauweise angebracht waren und allen damaligen Schiffsgeschützen widerstehen sollten. „Spit Fort“ ist kleiner als die Hauptforts Horse Sand Fort und No Man’s Land Fort und lag in der zweiten Linie mit der Aufgabe, an den beiden Hauptforts durchgebrochene feindliche Schiffe zu bekämpfen. Es ist kreisrund und hat einen Durchmesser von 162 feet (etwa 54 Meter) an der Basis. Es verfügte über ein Batterie- und ein Untergeschoss. Im Untergeschoss waren die Munitionslager, die Küche und Vorratsräume untergebracht. Zur Frischwasserversorgung diente seit 1877 ein artesischer Brunnen, der bei 401 feet (etwa 133 Meter) auf Frischwasser stieß. Im Batteriedeck ist Spitbank Fort von der Grundfläche her hälftig geteilt, während der frontseitige Halbkreis mit den Panzerplatten und den schweren Geschützen ausgestattet war, bestand die Rückseite lediglich aus mit Granitsteinen verblendetem Backsteinmauerwerk, in das die 7-inch-Kanonen integriert waren. Das Verdeck des Forts bestand aus Beton. Für die Friedensbesatzung standen zwei Schlafräume für je elf Mann, ein Raum für zwei Sergeants und ein weiterer Raum für zwei Offiziere zur Verfügung. Das „Spitbank Fort“ ist auf einem Ring aus Betonblöcken errichtet, die nach Art der Backsteinbauweise angeordnet sind. Dieser Ring ist wiederum außen mit Granitblöcken verkleidet. Das Innere des Rings ist mit Lehm und Kies aufgefüllt und mit einer dicken Betondecke verschlossen worden. Die Grundmauern haben eine Dicke von 19,6 Metern. In den Stockwerken waren die Kanonen, Munition und die sonstigen Notwendigkeiten für die Besatzung untergebracht. Auf der Decke des Forts befindet sich ein Leuchtturm sowie verschiedene Schornsteine und Ventilatoren. Der Zugang erfolgt über einen holzgedeckten Zugang, der auf gusseisernen Pfeilern steht. Die Baukosten betrugen 167.300 Pfund Sterling.

## Bewaffnung
Als Bewaffnung waren für die Seeseite neun 10 inch (25,4 cm) und 18 Tonnen schwere gezogene Vorderlader und für die Rückseite sechs 7 inch (17,78 cm) gezogene Vorderlader vorgesehen. Von diesem Plan ging man aber dann wieder ab und installierte stattdessen auf der Seeseite neun 12,5 inch (317,5 mm) und 38 Tonnen schwere gezogene Vorderlader. Diese wurden im Jahre 1884 durch modernere 12 inch „Mk I – VII naval guns“ (30,48 cm) ersetzt, die bis nach dem Ersten Weltkrieg im Dienst blieben.
Im Jahre 1898 änderte sich die Aufgabenstellung des Forts und es wurde jetzt primär zur Bekämpfung gegen leichte Seestreitkräfte vorgesehen. Dazu wurden auf dem Verdeck zwei 4,7-inch-(11,9-cm)-Geschütze (bis 1921 und dann wieder ab 1926 bis 1938) und Scheinwerfer aufgestellt. 1905 wurden alle der schweren Geschütze bis auf drei entfernt und zwei 6-inch-(150-mm)-Kanonen auf dem Verdeck installiert, wo sie bis 1916 verblieben. Eine dieser Kanonen wurde dann erneut im Jahre 1931 aufgestellt und blieb dort bis 1948. Während des Zweiten Weltkriegs kamen zur Nahverteidigung zwei Maschinengewehre und zur Flugabwehr eine 40-mm-Bofors-Kanone (bis 1945) hinzu. Im gleichen Jahr wurde die Besatzung abgezogen. Die Küstenverteidigung wurde 1956 aufgegeben und die Scheinwerfer und Generatoren im Jahr darauf entfernt.

## Heutige Nutzung
Im Jahr 1962 wurde das Fort außer Dienst gestellt, 1982 vom „Ministry of Defence“ (Verteidigungsministerium) als militärische Liegenschaft aufgegeben und an Sean Maguire verkauft. Es wurde von da an für verschiedene zivile Zwecke genutzt. Das Bauwerk verfügte über ein Museum, einen Tanzsaal, ein Restaurant und weitere 50 Räume. Die persönliche Bequemlichkeit war bei diesen Veranstaltungen jedoch, den vormaligen Nutzungsbestimmungen des Forts entsprechend, stark eingeschränkt. Ab dem 4. Juni 2002 wurde das Fort als Schauplatz für die britische Fernsehproduktion Banged Up With Beadle genutzt. Ebenso wurde eine Episode der Fernsehserie Most Haunted hier gedreht. Im „Fort Spit“ fanden im Sommer 2009 das Coalition Festival und andere Psytrance sowie Hard dance Veranstaltungen statt.
Im Jahre 2009 wurde es zum Preis von 800.000 Pfund Sterling zur Versteigerung angeboten, wurde jedoch bereits vor dem Ende der Auktion für mehr als 1 Million £ verkauft.

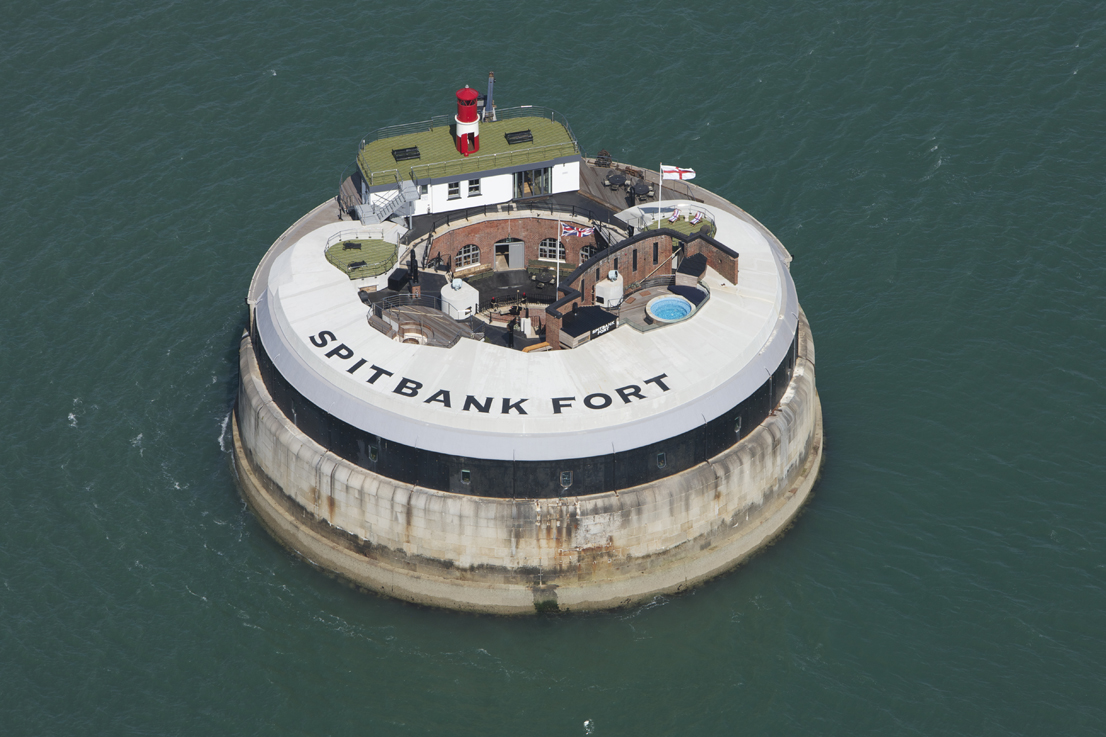
2012 nach der Renovierung

Es befindet sich jetzt im Besitz von „Clarenco Properties Group“ (bereits Eigentümer von Horse Sand Fort und No Man’s Land Fort), wurde renoviert, und wird nun als Hotel genutzt.
Ende September 2020 nahm die Band Pendulum ein DJ Set auf der Spitbank Fort auf, welches am 2. Oktober 2020 auf Youtube veröffentlicht wurde.